# Capitani (série télévisée)
Pour les articles homonymes, voir Capitani.
Capitani est une série télévisée luxembourgeoise créée par Thierry Faber, Eric Lamhène et Christophe Wagner, réalisée par Christophe Wagner. La première saison a été diffusée du 1er octobre 2019 au 17 décembre 2019 sur RTL Télé Lëtzebuerg. La deuxième saison a été diffusée du 22 février 2022 au 29 mars 2022.
La première saison a été regardée par 158 000 personnes battant ainsi les records d’audience au Luxembourg.
Depuis le 11 février 2021, elle est disponible sur Netflix dans tous les pays francophones, se classant à sa sortie dans le top 10 de la plateforme dans de nombreux pays,. La deuxième saison est disponible depuis le 8 juillet 2022 sur Netflix.

## Synopsis
Les habitants du nord découvrent le cadavre de Jenny dans les bois. Sa sœur jumelle Tanja a disparu et personne ne semble vouloir coopérer avec la police criminelle. Le capitaine Luc Capitani va mener l'enquête pour retrouver le meurtrier de Jenny et découvrir où se cache Tanja.

## Distribution

### Acteurs principaux
- Luc Schiltz (lb) (VF : lui-même) : Luc Capitani
- Sophie Mousel (VF : elle-même) : Elsa Ley

### Acteurs récurrents

#### Saison 1
- Joe Dennewald (VF : Nicolas Dussaut) : Joe Mores
- Jil Devresse (VF : Elsa Bougerie) : Tanja / Jenny Engel
- Jules Werner (VF : Pierre Margot) : Mick Engel
- Claude De Demo (VF : Céline Mauge) : Nadine Kinsch
- Raoul Schlechter (VF : Arnaud Arbessier) : Rob Berens
- Jean-Paul Maes (VF : Féodor Atkine) : Jean-Pierre Weyrich
- Jemp Schuster : Pierre Rommes
- Esther Gaspart Michels (VF : Emilie Marié) : Léa Holmes
- Julie Kieffer (VF : Julia Boutteville) : Manon Boever
- Roland Gelhausen (VF : Gérard Darier) : Jim Boever
- Pierre Bodry : Claude Glodt
- Luc Feit (VF : lui-même) : Usch Trierweiler
- Konstantin Rommelfangen (VF : Mario Bastelica) : Steve Weis
- Timo Wagner (VF : Sébastien Boju) : Frank Ferrone
- Max Gindorff : Jerry Kowalska
- Al Ginter : Majouer Majerus
- Michel Tereba: Sergent Goedert
- Brigitte Urhausen (de) (VF : elle-même) : Carla Pereira/Sofia Santos
- Désirée Nosbusch (VF : elle-même) : Diane Bonifas
- Josiane Peiffer : Mady Berens
- Marc Limpach (VF : Damien Boisseau) : Gérard Gaspard
- Nicolas Max (VF : Marie-Brigitte Andreï) : Christiane Ley

#### Saison 2
- André Jung (acteur) (VF : Bruno Magne) : Gibbes Koenig
- Edson Anibal (lb) (VF : lui-même) : Lucky Onu
- Tommy Schlesser (VF : Stanislas Forlani) : Arthur Koenig
- Adrien Papritz (VF : Romain Altché) : Dominik Draga
- Edita Malovčić (VF : Nayeli Forest) : Valentina Draga
- Marie Jung (de) (VF : Marianne Leroux) : Jeanne Capitani
- Mickey Hardt (VF : Marc Peter) : Marc Diederich
- Larisa Faber (VF : elle-même) : Pascale Cojocaru/Cousine Paulette
- Philippe Thelen (VF : Stéphane Marais) : Toni Scholtes
- Lydia Indjova : Bianca Petrova
- Jennifer Heylen (nl) (VF : Esthèle Dumand) : Grace Onu
- Céline Camara : Stella Abasi
- Hana Sofia Lopes : Maria
- Irene Masiku (VF : Christèle Billault) : Queen
- Brigitte Urhausen (de) (VF : elle-même) : Carla Pereira/Sofia Santos

#### Version française
- Société de doublage : Hiventy
- Direction artistique : Benoît Du Pac, Antoine Nouel
- Adaptation des dialogues : Romain Hammelburg, Alexandra Lévy, Vanessa Azoulay

## Production
Claude Waringo (Samsa Film);
RTL Télé Lëtzebuerg;
Film Fund Luxembourg;
Patrick Quinet (Artémis Productions)

## Épisodes

### Saison 1 (2019)
1. Ô Toi, là-haut (Oh Du, do uewen)
2. Les bois sombres formant couronne (A sengem donkle Bëscherkranz)
3. De l'enfance, de l'enfance (Aus der Kannerzäit, aus der Kannerzaït)
4. Nul repos pour les yeux, nulle paix pour le cœur (Kee Schlof méi fir d'Aen, kee Friden méi fir d'Hierz)
5. Les étrangers devront s'y résoudre (Déi Friem, déi mussen 't agestoen)
6. Si loin de moi, si loin ! (Souwäit vu mir, sou waït!)
7. Je connais le malheur et la peine (An ech weess vun Tréin a Leed)
8. Ces merveilleux rêves dorés (A wéi schéin déi gëllen Dreem)
9. Mon cœur est rempli de foi (Voll Vertraue wor mäin Hierz)
10. Ignorant tout malheur, toute douleur (Ech wousst näischt vun Tréin a Schmierz)
11. La poitrine emplie d'une sombre nuit (An d'Broscht voll däischter Nuecht)
12. Ce fut lors d'une belle journée d'été (Et wor op engem schéinen klore Summerdag)

### Saison 2 (2022)
1. Dans les yeux (An den Aen)
2. Quelqu'un se tient au coin de la rue (Dass do um Eck ee steet)
3. Tu frappes ou tu t'enfuis (Schléis de zou, oder leefs de fort)
4. Jusqu'à ce que le premier s'approche de toi (Bis deen Éischten op Dech zoukënnt)
5. Ta dernière pensée (Däi leschte Gedanken)
6. Si seulement j'avais fui (Wäer ech nëmme fortgelaf)
7. Pas de temps à perdre (Keng Zäit ze verléieren)
8. Jusqu'à ce que le premier tombe (Bis deen Éischten ëmkippt)
9. Tard dans la nuit (Et ass spéit an der Nuecht)
10. Tu es seul(e) (Du bass alleng)
11. Que ton sourire s'efface enfin (Dass Dir Däi Laachen elo endlech vergeet)
12. À toi de savoir (Du muss wëssen, wat ass besser)